# ولیکا ایلووا گورا
ولیکا ایلووا گورا (اسلوونیایی: Velika Ilova Gora) یک زیستگاه انسانی در اسلوونی است که در Grosuplje Municipality واقع شده‌است.

## خصوصیات
ولیکا ایلووا گورا ۲٫۴۱ کیلومترمربع مساحت و ۷۰ نفر جمعیت دارد و ۵۳۸٫۶ متر بالاتر از سطح دریا واقع شده‌است.